# Mestis 2006/07
Die Saison 2006/07 war die siebte Spielzeit in der Mestis, der zweithöchsten finnischen Eishockeyliga. Zum ersten Mal gewann Hokki Kajaani die Mestis-Meisterschaft.

## Reguläre Saison

### Modus
Jedes Team musste viermal gegen jedes andere Team in der Liga und einmal gegen die finnische U20-Nationalmannschaft der Herren spielen.
Jedes Spiel bestand aus drei Dritteln à 20 Minuten Spielzeit. Sollte es nach der regulären Zeit unentschieden gestanden haben, wurde eine Verlängerung von fünf Minuten Länge gespielt. Das erste Tor in der Verlängerung entschied das Spiel für die Mannschaft, die das Tor geschossen hatte. Im Fall, dass nach der Verlängerung immer noch kein Sieger gefunden war, wurde das Spiel als unentschieden gewertet.
Ein Sieg in der regulären Spielzeit und nach Verlängerung brachte einer Mannschaft zwei Punkte. Ein Unentschieden und eine Niederlage nach Verlängerung wurde mit einem Punkt vergütet. Für eine Niederlage in der regulären Spielzeit gab es keine Punkte.

### Abschlusstabelle
Abkürzungen: Sp = Spiele, S = Siege, SnV = Sieg nach Verlängerung, U = Unentschieden, NnV = Niederlage nach Verlängerung, N = Niederlagen, ET= Erzielte Tore, GT = Gegentore, TD = Tordifferenz, P = Punkte
| Rang | Mannschaft | Sp | S  | SnV | U | NnV | N  | ET  | GT  | TD  | P  |
| ---- | ---------- | -- | -- | --- | - | --- | -- | --- | --- | --- | -- |
| 1.   | Sport      | 45 | 30 | 2   | 3 | 1   | 9  | 195 | 105 | +90 | 68 |
| 2.   | TuTo       | 45 | 29 | 2   | 3 | 2   | 9  | 171 | 93  | +78 | 67 |
| 3.   | Jukurit    | 45 | 29 | 1   | 2 | 3   | 10 | 198 | 110 | +88 | 65 |
| 4.   | Hokki      | 45 | 25 | 3   | 4 | 1   | 11 | 175 | 126 | +49 | 63 |
| 5.   | KooKoo     | 45 | 24 | 1   | 8 | 1   | 11 | 174 | 131 | +43 | 59 |
| 6.   | Jokipojat  | 45 | 22 | 1   | 3 | 1   | 18 | 151 | 137 | +14 | 50 |
| 7.   | HeKi       | 45 | 14 | 2   | 4 | 2   | 23 | 124 | 151 | −27 | 38 |
| 8.   | K-Vantaa   | 45 | 16 | 2   | 1 | 0   | 26 | 142 | 188 | −46 | 37 |
| 9.   | SaPKo      | 45 | 12 | 1   | 2 | 5   | 25 | 121 | 171 | −50 | 33 |
| 10.  | Salamat    | 45 | 14 | 0   | 5 | 0   | 26 | 127 | 183 | −56 | 33 |
| 11.  | Koo-Vee    | 45 | 9  | 2   | 3 | 1   | 30 | 133 | 227 | −94 | 26 |
| 12.  | FPS        | 45 | 9  | 0   | 2 | 0   | 34 | 102 | 183 | −81 | 20 |

### Beste Scorer
Abkürzungen: Sp = Spiele, T = Tore, A = Assists, P = Punkte, SM = Strafminuten
| Rang | Spieler              | Mannschaft | Sp | T  | A  | P  | +/- | SM |
| ---- | -------------------- | ---------- | -- | -- | -- | -- | --- | -- |
| 1.   | Tero Forsell         | TuTo       | 45 | 24 | 47 | 71 | 30  | 30 |
| 2.   | Teemu Virtala        | Hokki      | 45 | 7  | 58 | 65 | 2   | 76 |
| 3.   | Petri Lehtonen       | Jukurit    | 45 | 19 | 37 | 56 | 15  | 28 |
| 4.   | Sami Puruskainen     | Jokipojat  | 44 | 16 | 36 | 52 | 10  | 30 |
| 5.   | Markus Jämsä         | Sport      | 44 | 19 | 29 | 48 | 6   | 60 |
| 6.   | Jarkko Oikarinen     | K-Vantaa   | 45 | 9  | 37 | 46 | −2  | 28 |
| 7.   | Jouni Virpiö         | TuTo       | 45 | 20 | 25 | 45 | 20  | 42 |
| 8.   | Tuomas Tikkanen      | Jukurit    | 45 | 12 | 33 | 45 | 19  | 28 |
| 9.   | Tuomas Nikoskelainen | Hokki      | 34 | 14 | 30 | 44 | 7   | 74 |
| 10.  | Jussi-Mikko Makkonen | K-Vantaa   | 44 | 24 | 19 | 43 | 2   | 85 |

### Beste Torhüter
Abkürzungen: SP = Spiele, SZ = Spielzeit (min:sek), S = Siege; N = Niederlagen, GT = Gegentore, GS = gehaltene Schüsse, SO = Shutouts, GTS = Gegentorschnitt, GS% = gehaltene Schüsse (in %)
| Rang | Spieler         | Mannschaft | Sp | SZ      | S  | N  | GT | GS  | SO | GTS  | GS%   |
| ---- | --------------- | ---------- | -- | ------- | -- | -- | -- | --- | -- | ---- | ----- |
| 1.   | Juha Kuokkanen  | TuTo       | 45 | 2254:36 | 29 | 7  | 66 | 856 | 7  | 1.76 | 92.84 |
| 2.   | Antti Ore       | KooKoo     | 28 | 922:40  | 9  | 3  | 43 | 490 | 0  | 2.80 | 91.93 |
| 3.   | Alexander Salak | Jokipojat  | 45 | 1881:39 | 17 | 14 | 88 | 980 | 1  | 2.81 | 91.76 |
| 4.   | Matti Höylä     | Sport      | 43 | 2159:35 | 27 | 7  | 79 | 866 | 4  | 2.19 | 91.64 |
| 5.   | Ari Reunanen    | Jukurit    | 44 | 2057:22 | 23 | 9  | 79 | 860 | 3  | 2.30 | 91.59 |

## Play-offs

### Modus
Die Plätze 1-8 waren für die Play-offs qualifiziert. Für das Halbfinale qualifizierten sich die Mannschaften, die im Viertelfinale gegen ihren Gegner von fünf Spielen die meisten gewonnen hatten. Im Halbfinale wurde ebenfalls nach dem Modus Best-of-5 gespielt. Die Sieger der Halbfinals zogen ins Finale ein, während die Verlierer im kleinen Finale um den dritten Platz spielten. Im Finale wurden wieder fünf Spiele gespielt. Wer die meisten Spiele gewann, war Sieger der Saison. In der Runde um Platz 3 wurde lediglich ein Spiel gespielt.
Die jeweiligen Gegner wurden so zusammengestellt, dass die bestplatzierte Mannschaft gegen die schlechteste spielt, die zweitbeste, gegen die zweitschlechteste, und so weiter.
Ein Spiel dauerte, so wie in der Hauptsaison, insgesamt 60 Minuten. Nach der regulären Zeit wurden Verlängerungen von jeweils 20 Minuten Länge gespielt, bis ein Sieger durch ein entscheidendes Tor gefunden wurde.

### Turnierbaum
|  | Viertelfinale     | Viertelfinale     |                  |                 | Halbfinale       | Halbfinale |  |  | Finale   | Finale   |
|  |                   |                   |                  |                 |                  |            |  |  |          |          |
|  | 14.2. – 17.2.2007 |                   |                  |                 |                  |            |  |  |          |          |
|  | Sport             | 3                 |                  |                 |                  |            |  |  |          |          |
|  | Sport             | 3                 | 23.2. – 1.3.2007 |                 |                  |            |  |  |          |          |
|  | K-Vantaa          | 0                 |                  |                 |                  |            |  |  |          |          |
|  | K-Vantaa          | 0                 | Sport            | 1               |                  |            |  |  |          |          |
|  |                   |                   | Sport            | 1               |                  |            |  |  |          |          |
|  |                   | Hokki             | 3                |                 |                  |            |  |  |          |          |
|  | Hokki             | Hokki             | 3                | 3               |                  |            |  |  |          |          |
|  | Hokki             |                   |                  | 3               |                  |            |  |  |          |          |
|  | KooKoo            | 2                 |                  | 4.3. – 7.3.2007 | 4.3. – 7.3.2007  |            |  |  |          |          |
|  | 14.2. – 21.2.2007 | 14.2. – 21.2.2007 | Jukurit          | 0               |                  |            |  |  |          |          |
|  | 14.2. – 18.2.2007 | 14.2. – 18.2.2007 |                  | Hokki           | 3                |            |  |  |          |          |
|  | TuTo              | 3                 |                  |                 |                  |            |  |  |          |          |
|  | HeKi              | 0                 |                  |                 |                  |            |  |  |          |          |
|  | HeKi              | 0                 | TuTo             | 1               |                  |            |  |  |          |          |
|  |                   |                   | TuTo             | 1               | Spiel um Platz 3 |            |  |  |          |          |
|  |                   | Jukurit           | 3                |                 |                  |            |  |  |          |          |
|  | Jukurit           | Jukurit           | 3                | 3               | Sport            | 1          |  |  |          |          |
|  | Jukurit           | 23.2. – 1.3.2007  |                  | 3               | Sport            | 1          |  |  |          |          |
|  | Jokipojat         | 0                 |                  | TuTo            | 0                |            |  |  |          |          |
|  | Jokipojat         | 0                 |                  |                 | 0                |            |  |  |          |          |
|  | 14.2. – 17.2.2007 | 14.2. – 17.2.2007 |                  |                 |                  |            |  |  | 4.3.2007 | 4.3.2007 |

### Viertelfinale
| Sport - K-Vantaa                 | Sport - K-Vantaa | Sport - K-Vantaa | Sport - K-Vantaa |
| -------------------------------- | ---------------- | ---------------- | ---------------- |
| 14. Februar                      | Sport            | K-Vantaa         | 2-0              |
| 15. Februar                      | K-Vantaa         | Sport            | 2-4              |
| 17. Februar                      | Sport            | K-Vantaa         | 2-0              |
| Sport gewinnt die Runde mit 3:0. |                  |                  |                  |

| Hokki - KooKoo                  | Hokki - KooKoo | Hokki - KooKoo | Hokki - KooKoo |
| ------------------------------- | -------------- | -------------- | -------------- |
| 14. Februar                     | Hokki          | KooKoo         | 2-5            |
| 16. Februar                     | KooKoo         | Hokki          | 1-5            |
| 17. Februar                     | Hokki          | KooKoo         | 8-2            |
| 19. Februar                     | KooKoo         | Hokki          | 3-2            |
| 21. Februar                     | Hokki          | KooKoo         | 3-2            |
| Hokki gewinnt die Runde mit 3:2 |                |                |                |

| TuTo - HeKi                     | TuTo - HeKi | TuTo - HeKi | TuTo - HeKi |
| ------------------------------- | ----------- | ----------- | ----------- |
| 14. Februar                     | TuTo        | HeKi        | 4-3         |
| 16. Februar                     | HeKi        | TuTo        | 3-7         |
| 18. Februar                     | TuTo        | HeKi        | 2-1         |
| TuTo gewinnt die Runde mit 3:0. |             |             |             |

| Jukurit - Jokipojat                | Jukurit - Jokipojat | Jukurit - Jokipojat | Jukurit - Jokipojat |
| ---------------------------------- | ------------------- | ------------------- | ------------------- |
| 14. Februar                        | Jukurit             | Jokipojat           | 4-3 n. V.           |
| 16. Februar                        | Jokipojat           | Jukurit             | 2-3                 |
| 17. Februar                        | Jukurit             | Jokipojat           | 2-1 n. V.           |
| Jukurit gewinnt die Runde mit 3:0. |                     |                     |                     |

### Halbfinale
| Sport - Hokki                    | Sport - Hokki | Sport - Hokki | Sport - Hokki |
| -------------------------------- | ------------- | ------------- | ------------- |
| 23. Februar                      | Sport         | Hokki         | 2-3 n. V.     |
| 25. Februar                      | Hokki         | Sport         | 4-5           |
| 27. Februar                      | Sport         | Hokki         | 2-3 n. V.     |
| 1. März                          | Hokki         | Sport         | 3-1           |
| Hokki gewinnt die Runde mit 3:1. |               |               |               |

| TuTo - Jukurit                     | TuTo - Jukurit | TuTo - Jukurit | TuTo - Jukurit |
| ---------------------------------- | -------------- | -------------- | -------------- |
| 23. Februar                        | TuTo           | Jukurit        | 1-5            |
| 25. Februar                        | Jukurit        | TuTo           | 3-0            |
| 27. Februar                        | TuTo           | Jukurit        | 3-1            |
| 1. März                            | Jukurit        | TuTo           | 3-1            |
| Jukurit gewinnt die Runde mit 3:1. |                |                |                |

### Dritter Platz
| Sport - TuTo          | Sport - TuTo | Sport - TuTo | Sport - TuTo |
| --------------------- | ------------ | ------------ | ------------ |
| 4. März               | Sport        | TuTo         | 2-0          |
| Sport gewinnt Bronze. |              |              |              |

### Finale
| Jukurit - Hokki                                                 | Jukurit - Hokki | Jukurit - Hokki | Jukurit - Hokki |
| --------------------------------------------------------------- | --------------- | --------------- | --------------- |
| 4. März                                                         | Jukurit         | Hokki           | 2-3 n. V.       |
| 6. März                                                         | Hokki           | Jukurit         | 3-1             |
| 7. März                                                         | Jukurit         | Hokki           | 0-1             |
| Hokki gewinnt die Meisterschaft mit 3:0. Jukurit erhält Silber. |                 |                 |                 |

### Beste Scorer
Abkürzungen: Sp = Spiele, T = Tore, A = Assists, P = Punkte, SM = Strafminuten
| Rang | Spieler              | Mannschaft | Sp | T | A  | P  | +/- | SM |
| ---- | -------------------- | ---------- | -- | - | -- | -- | --- | -- |
| 1.   | Teemu Virtala        | Hokki      | 12 | 2 | 10 | 12 | 1   | 18 |
| 2.   | Marko Virtala        | Hokki      | 12 | 7 | 3  | 10 | 5   | 2  |
| 3.   | Jarkko Hattunen      | Hokki      | 12 | 7 | 3  | 10 | 2   | 10 |
| 4.   | Vesa Myllyaho        | Sport      | 8  | 6 | 4  | 10 | 6   | 2  |
| 5.   | Petri Lehtonen       | Jukurit    | 9  | 2 | 8  | 10 | −1  | 2  |
| 6.   | Antti Kangasniemi    | Hokki      | 12 | 0 | 10 | 10 | 2   | 12 |
| 7.   | Tuomas Nikoskelainen | Hokki      | 12 | 5 | 4  | 9  | 4   | 16 |
| 8.   | Markus Jämsä         | Sport      | 8  | 3 | 6  | 9  | 2   | 18 |
| 9.   | Patrik Westerback    | Sport      | 8  | 3 | 6  | 9  | 4   | 20 |
| 10.  | Jaakk Järvitalo      | Sport      | 8  | 3 | 6  | 9  | 4   | 20 |

### Beste Torhüter
Abkürzungen: SP = Spiele, SZ = Spielzeit (min:sek), S = Siege; N = Niederlagen, GT = Gegentore, GS = gehaltene Schüsse, SO = Shutouts, GTS = Gegentorschnitt, GS% = gehaltene Schüsse (in %)
| Rang | Spieler         | Mannschaft | Sp | SZ     | S | N | GT | GS  | SO | GTS  | GS%   |
| ---- | --------------- | ---------- | -- | ------ | - | - | -- | --- | -- | ---- | ----- |
| 1.   | Ari Reunanen    | Jukurit    | 10 | 652:14 | 6 | 4 | 17 | 308 | 1  | 1.56 | 94.77 |
| 2.   | Joni Myllykoski | Hokki      | 12 | 572:50 | 8 | 1 | 17 | 247 | 1  | 1.78 | 93.56 |
| 3.   | Alexander Salak | Jokipojat  | 3  | 225:39 | 0 | 3 | 9  | 122 | 0  | 2.39 | 93.13 |
| 4.   | Matti Höylä     | Sport      | 8  | 396:37 | 4 | 3 | 16 | 191 | 1  | 2.42 | 92.27 |
| 5.   | Juha Kuokkanen  | TuTo       | 8  | 468:01 | 4 | 4 | 18 | 205 | 0  | 2.31 | 91.93 |

## Play-downs

### Modus
Die vier letztplatzierten Mannschaften nach der regulären Saison und die Verlierer des Viertelfinales der Play-offs mussten in den Play-downs um den Klassenerhalt spielen. Die Verlierer der ersten Runde mussten in die zweite Runde. Die Verlierer der zweiten Runde mussten für den Verbleib in der Mestis eine Qualifikationsrunde gegen die zwei besten Teams der Suomi-sarja, der dritthöchsten finnischen Eishockeyliga, überstehen. 

Die Spiellänge der Play-downs entspricht der in den Play-offs.

### 1. Runde
| KooKoo - FPS                                           | KooKoo - FPS | KooKoo - FPS | KooKoo - FPS |
| ------------------------------------------------------ | ------------ | ------------ | ------------ |
| 24. Februar                                            | KooKoo       | FPS          | 3-1          |
| 26. Februar                                            | FPS          | KooKoo       | 3-6          |
| 28. Februar                                            | KooKoo       | FPS          | 6-3          |
| KooKoo gewinnt die Runde mit 3:0. FPS muss in Runde 2. |              |              |              |

| Jokipojat - KooVee                                           | Jokipojat - KooVee | Jokipojat - KooVee | Jokipojat - KooVee |
| ------------------------------------------------------------ | ------------------ | ------------------ | ------------------ |
| 24. Februar                                                  | Jokipojat          | KooVee             | 7-4                |
| 26. Februar                                                  | KooVee             | Jokipojat          | 1-6                |
| 28. Februar                                                  | Jokipojat          | KooVee             | 3-0                |
| Jokipojat gewinnt die Runde mit 3:0. KooVee muss in Runde 2. |                    |                    |                    |

| HeKi - Salamat                                           | HeKi - Salamat | HeKi - Salamat | HeKi - Salamat |
| -------------------------------------------------------- | -------------- | -------------- | -------------- |
| 24. Februar                                              | HeKi           | Salamat        | 5-3            |
| 26. Februar                                              | Salamat        | HeKi           | 1-3            |
| 28. Februar                                              | HeKi           | Salamat        | 3-2 n. V.      |
| HeKi gewinnt die Runde mit 3:0. Salamat muss in Runde 2. |                |                |                |

| K-Vantaa - SaPKo                                           | K-Vantaa - SaPKo | K-Vantaa - SaPKo | K-Vantaa - SaPKo |
| ---------------------------------------------------------- | ---------------- | ---------------- | ---------------- |
| 24. Februar                                                | K-Vantaa         | SaPKo            | 2-1              |
| 26. Februar                                                | SaPKo            | K-Vantaa         | 2-3              |
| 28. Februar                                                | K-Vantaa         | Salamat          | 4-3              |
| K-Vantaa gewinnt die Runde mit 3:0. SaPKo muss in Runde 2. |                  |                  |                  |

### 2. Runde
| SaPKo - FPS                                                           | SaPKo - FPS | SaPKo - FPS | SaPKo - FPS |
| --------------------------------------------------------------------- | ----------- | ----------- | ----------- |
| 6. März                                                               | SaPKo       | FPS         | 4-3 n. V.   |
| 8. März                                                               | FPS         | SaPKo       | 2-4         |
| 10. März                                                              | SaPKo       | FPS         | 2-1 n. V.   |
| SaPKo gewinnt die Runde mit 3:0. FPS muss in die Qualifikationsrunde. |             |             |             |

| Salamat - KooVee                                                           | Salamat - KooVee | Salamat - KooVee | Salamat - KooVee |
| -------------------------------------------------------------------------- | ---------------- | ---------------- | ---------------- |
| 6. März                                                                    | Salamat          | KooVee           | 4-3              |
| 8. März                                                                    | KooVee           | Salamat          | 4-0              |
| 10. März                                                                   | Salamat          | KooVee           | 3-2              |
| 13. März                                                                   | KooVee           | Salamat          | 8-2              |
| 15. März                                                                   | Salamat          | KooVee           | 2-0              |
| Salamat gewinnt die Runde mit 3:2. KooVee muss in die Qualifikationsrunde. |                  |                  |                  |

## Mestis-Qualifikation

### Modus
Die Verlierer der Play-downs aus der Mestis und die Gewinner der Play-offs aus der Suomi-sarja traten in einer Qualifikationsrunde um den Verbleib in der Mestis bzw. um den Aufstieg gegeneinander an. Die Spiele bestanden aus drei Dritteln à 20 Minuten. Wurde in der regulären Spielzeit kein Sieger gefunden, wurde eine Verlängerung von fünf Minuten Länge gespielt. Stand nach der Verlängerung immer noch kein Sieger fest, wurde das Spiel als unentschieden gewertet.
Es erfolgte die gleiche Punktevergabe, wie in der regulären Saison. Die beiden punktbesten Mannschaften spielten in der nächsten Saison in der Mestis. Die restlichen Mannschaften spielten in der Suomi-sarja.

### Abschlusstabelle
Abkürzungen: Sp = Spiele, S = Siege, SnV = Sieg nach Verlängerung, U = Unentschieden, NnV = Niederlage nach Verlängerung, N = Niederlagen, ET= Erzielte Tore, GT = Gegentore, TD = Tordifferenz, P = Punkte
| Rang | Mannschaft | Sp | S | SnV | U | NnV | N | ET | GT | TD  | P |
| ---- | ---------- | -- | - | --- | - | --- | - | -- | -- | --- | - |
| 1.   | LeKi       | 6  | 4 | 0   | 1 | 0   | 1 | 26 | 19 | +7  | 9 |
| 2.   | Titaanit   | 6  | 3 | 0   | 2 | 0   | 1 | 22 | 16 | +6  | 8 |
| 3.   | Koo-Vee    | 6  | 3 | 0   | 1 | 0   | 2 | 23 | 24 | −1  | 7 |
| 4.   | FPS        | 6  | 0 | 0   | 0 | 0   | 6 | 16 | 28 | −12 | 0 |

FPS und Koo-Vee stiegen in die Suomi-sarja ab. Kotkan Titaanit und Lempäälän Kisa stiegen in die Mestis auf.

## SM-liiga-Qualifikation
Im Frühjahr 2007 hatte ein Team aus der Mestis die Möglichkeit, in die SM-liiga aufzusteigen und die 15. Mannschaft der höchsten Liga zu bilden. Diese Gelegenheit wurde Mikkelin Jukurit geboten, da dieser Verein mit dem zweiten Platz das erfolgreichste Team der Mestis-Saison 2006/07 war, das sich um einen Aufstieg beworben hatte (Kajaanin Hokki hatte sich nicht beworben).
Um sich zu qualifizieren, musste Jukurit eine Best-of-Seven-Runde gegen den letztplatzierten der SM-liiga, KalPa Kuopio, überstehen.
| KalPa – Jukurit                | KalPa – Jukurit | KalPa – Jukurit | KalPa – Jukurit | KalPa – Jukurit |
| ------------------------------ | --------------- | --------------- | --------------- | --------------- |
| 14. März                       | KalPa           | Jukurit         | 3–2 n. V.       |                 |
| 15. März                       | Jukurit         | KalPa           | 4–5 n. V.       |                 |
| 17. März                       | KalPa           | Jukurit         | 8–2             |                 |
| 19. März                       | Jukurit         | KalPa           | 2–5             |                 |
| KalPa besiegt Jukurit mit 4:0. |                 |                 |                 |                 |

Jukurit verlor die Qualifikationsrunde gegen KalPa und verblieb daher in der Mestis.